# Peasiella patula
Peasiella patula is een slakkensoort uit de familie van de Littorinidae. De wetenschappelijke naam van de soort is voor het eerst geldig gepubliceerd in 1998 door D.G. Reid & Mak.